# 思い出のキャロライナ
「思い出のキャロライナ」（"Carolina in My Mind"）はシンガー＝ソングライターのジェームス・テイラーが作詞作曲し、演奏した曲で、1968年のセルフタイトルのデビューアルバムに収録されている。テイラーはこの曲をビートルズのレーベル、アップル・レコードでの海外録音の最中に書いたもので、当時のテイラーの望郷の念が反映されている。シングルとして発売されて、評論家の称賛を浴びたが商業的には成功しなかった。この曲は1976年のテイラーのアルバム『グレイテスト・ヒッツ』のために再録音され、より親しみやすい状況になった。この曲は数十年にわたるテイラーのキャリアにおいて、コンサートでの定番となっている。
この曲は1969年にノースカロライナの歌手ジョージ・ハミルトン4世によってカントリー・チャートで控えめなヒットとなった。地域に強く結びついていることから「思い出のキャロライナ」はノースカロライナ州の非公式の州歌と呼ばれている。この曲はまた、ノースカロライナ大学チャペルヒル校でも非公式の校歌としてスポーツイベントや応援集会などで演奏され、すべての大学入学時に卒業生によって歌われている。この曲と州との結びつきはフィクションおよびノンフィクションでも取り上げられている。この曲はテイラーのもっとも評論家に称賛された曲となり、テイラーの聴衆にとって非常に人気があり、重要なものとなった。

## 曲とレコーディング
この曲ではテイラーがノースカロライナ州で育った年月が言及されている。テイラーはこの曲をビートルズのレーベル、アップル・レコードでの海外録音中に作った。メリルボーンハイストリートにあるプロデューサーのピーター・アッシャーのロンドンフラットでこの曲を書き始め、地中海のフォルメンテラ島での休日に作業を再開し、出会ったばかりのスウェーデン娘のカリンと過ごしたイビサ島近くの島で仕上げた。この曲には自身の家族、犬、故郷と離れた当時のテイラーの望郷の念が反映されている。
Dark and silent late last night,

I think I might have heard the highway calling ... 

Geese in flight and dogs that bite

And signs that might be omens say I'm going, I'm going

I'm gone to Carolina in my mind.

暗く静かな昨夜遅く、

ハイウェイが呼んでいるのを聞いたと思った…

鵞鳥が飛び犬が噛みつき

この徴は僕が行く、僕が行く、

僕が心の中でキャロライナに行く前兆だ。
オリジナルの録音は1968年の7月から8月の間の期間にロンドンのトライデント・スタジオで、アッシャーのプロデュースで行われた。歌詞の中の "holy host of others standing around me"（その他の聖なるホストが僕のまわりに立っている）はテイラーがアルバムをレコーディングしている時に同じスタジオで『ホワイトアルバム』をレコーディングしていたビートルズへの言及である。実際、「思い出のキャロライナ」のレコーディングにはベースギターでポール・マッカートニーの参加がクレジットされており、クレジットはされていないがバッキング・ボーカルにはジョージ・ハリスンが参加している。その他のミュージシャンとしてはオルガンにフレディ・レッド、ドラムスにジョエル・"ビショップ"・オブライエン、そしてテイラーとならぶ2台目のギターにはミック・ウェインが参加している。テイラーとアッシャーはバッキング・ボーカルも担当し、アッシャーはタンバリンも担当した。リチャード・ヒューソンがストリングスの編曲と指揮を行い、30人構成の野心的なオーケストレーションが録音されたが使用されなかった。曲自体は評論家の称賛を浴び、ローリング・ストーン誌の1969年4月のレビューでジョン・ランドーはこの曲を「美しく」アルバムからの「もっとも深く惹き付けられる2曲」のうちの1曲と呼び、マッカートニーのベース演奏も「尋常ではない」と称賛している。テイラーの伝記作家ティモシー・ホワイトはこの曲を「アルバム中の静かな最高傑作」と呼んでいる。アルバムのリリースから50年後に振り返って、ビルボード誌はこの曲を「甘美なテイラーの最高傑作」で、"stone-classic" と呼んでいる。
この曲はセルフタイトルのデビューアルバムに収録されて1968年12月（アメリカでは1969年2月）にリリースされ、後にシングルとしてイギリスでは1969年2月、アメリカでは1969年3月にリリースされた。しかしながら、アルバムのリリースと同じ（薬物中毒によるテイラーの入院によるプロモーション活動ができないという）問題に悩まされ、シングルのもともとのリリースは全米ポップ・チャートで118位に達したにとどまり、イギリスではチャートインしなかった。。実際のところ、テイラーはロンドンでのレコーディングセッションの間に依存症を再発しており、ビートルズに取り囲まれていると言う行のすぐ後に "Still I'm on the dark side of the moon"（まだ僕は月の暗い側にいる）と続けている。テイラーのセカンドアルバム、『スウィート・ベイビー・ジェームス』と、そこからのヒットシングル「ファイアー・アンド・レイン」の成功を受けて、アップルは1970年10月に「思い出のキャロライナ」をシングルとして再発売し、全米チャートで67位に到達した。（以前、リリースされなかった「思い出のキャロライナ」のアコースティックデモは『ジェームス・テイラー』のアップル・レコードによる2010年のリマスタリング版にボーナストラックとして収められた。）カナダでは、この句は1969年の春に最高64位に達し、1970年秋に再度チャートインして39位に到達した。
この曲と「彼女の言葉のやさしい響き」の2曲は1970ねんだいのアップルの使用許諾に対する頑なさによって、アップル所有のマスターの使用が不確実なことから、別バージョンがテイラーの1976年のコンピレーションアルバム『グレイテスト・ヒッツ』で使用するためにリメイクされた。新規録音は1976年10月にロサンゼルスのサウンド・ファクトリーで行われ、再度ピーター・アッシャーがプロデュースを担当した。
「思い出のキャロライナ」のこの時の解釈はオリジナルよりもゆっくりしたテンポで、テイラーのアコースティックギターと共にペダル・スティール・ギターのダン・ダグモア（曲の最後で連続的に下がって行く音が注目される）、ベースのリー・スカラー、ドラムスのラス・カンケル、ピアノのクラレンス・マクドナルド、ハーモニウムのアンドリュー・ゴールドおよびフィドルのバイロン・ベルリンなどのLAのセッション・ミュージシャンが参加した。バッキング・ボーカルはゴールドとテイラーが担当した。『グレイテスト・ヒッツ』は2001年までに米国内で1100万枚をうりあげ、ダイアモンド・レコードとなり、「思い出のキャロライナ」はこのバージョンが最も広く知られることになった。リメークはオリジナルよりも評論家の称賛を集めた。オールミュージックのビル・ジャノヴィッツは1976年の録音について「この曲のけだるい、哀愁を帯びた悲惨なカントリーの憂鬱を強調した」と述べ、1979年の『ローリング・ストーン・レコード・ガイド』では、評論家のスティーヴン・ホールデンが「見事な」リメイクがテイラーの歌唱がこの数年で強化されたことを示していると述べている。伝記作家のホワイトはオリジナルのオーケストレーションがなくなったことが曲に恩恵を与えていると信じていた。
1976年の再録音はテイラーの2003年のコンピ―レーションアルバム『ベスト・オブ・ジェームス・テイラー』にも収録されている。

## チャート履歴
| チャート（1969年）          | 最高順位 |
| --------------------------- | -------- |
| カナダ RPM トップ・シングル | 64       |
| アメリカ ビルボード Hot 100 | 118      |

| チャート（1970年）          | 最高順位 |
| --------------------------- | -------- |
| カナダ RPM トップ・シングル | 39       |
| アメリカ ビルボード Hot 100 | 67       |
| アメリカ Cash Box Top 100   | 72       |

| チャート（1969-70年）               | 最高順位 |
| ----------------------------------- | -------- |
| カナダ RPM アダルトコンテンポラリー | 39       |
| カナダ RPM カントリー               | 3        |
| US Hot Country Songs (Billboard)    | 29       |

| チャート（1970年）                          | 最高順位 |
| ------------------------------------------- | -------- |
| アメリカ Billboard アダルトコンテンポラリー | 34       |
| アメリカ ビルボード Hot 100                 | 73       |
| アメリカ Cash Box Top 100                   | 61       |

## その後の演奏

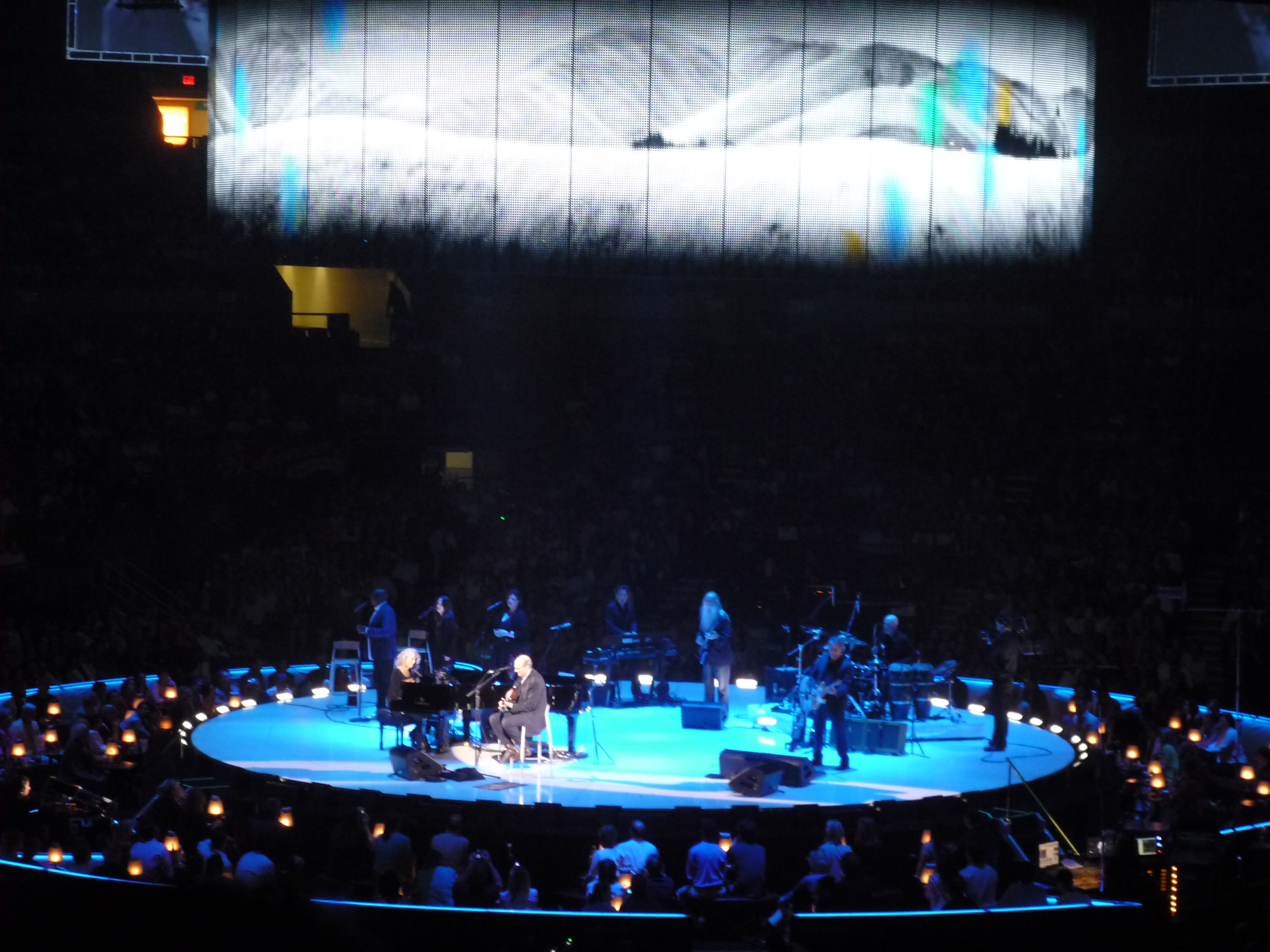
2010年のトルバドール・リユニオン・ツアーでキャロル・キングと演奏するテイラー。ビデオスクリーンには地方の景色が映し出されている。

「思い出のキャロライナ」はテイラーのコンサート・レパートリーの定番となり、実質的にすべてのテイラーのツアーでのセットリストで演奏されている。この曲の1992年の演奏は1993年リリースのテイラー初のライブアルバム『(LIVE)』に収録されている。聴衆の反応は、ヒットシングルにならなかったにもかかわらずこの曲が非常に好まれていることを示しており、テイラーのアコースティックギターから最初の音が鳴り響いた途端に拍手が起こり、歌唱が始まるとさらに拍手が増している。この時期のテイラーの常に優れたツアーバンドでは、4人のバック・シンガーが使われていた。アーノルド・マッカラー、デヴィッド・ラズリー、ケイト・マルコヴィッツ、ヴァレリー・カーターはアレンジで強く取り上げられ、1976年のリメイクから始まったハーモニーを強調し続けていた。
この曲は1980年のブロッサム音楽センターでの James Taylor: In Concert 、1988年のボストン、コロニアル劇場での James Taylor: In Concert 、2002年の Pull Over を含む発売されたテイラーのコンサートビデオ複数に収録されている。この曲は2002年にテレビ番組CMT Crossroads 用にディクシー・チックスとの共演でも演奏された。2004年、テイラーとチックスはVote for Changeツアーでもこの曲を共に演奏し、テイラーはこの演奏を前ノースカロライナ州選出上院議員で米国副大統領候補のジョン・エドワーズに捧げた。2006年、『ジェームス・テイラーを讃える今年のミュージケアの人トリビュート』のショーとリリースされたビデオで、「思い出のキャロライナ」はアリソン・クラウスとジェリー・ダグラスによって演奏された。テイラーの2006年と2007年のワン・マン・バンド・ツアーでもこの曲は演奏されたが、ラリー・ゴールディングスのピアノとハーモニウムをバックに、テイラーが映像とともに曲と、フォルメンテラ島やほかの場所と曲作りとの関係を紹介した。テイラーは短い期間だけ知り合っていて、それ以来会うこともなかった歌詞に出て来るカリンについてと、どのように彼女を再び見つけたのかをいくつものユーモアを交えて語った。このような演奏の一つがドキュメントとして2007年にリリースされたアルバムおよびビデオ『ワン・マン・バンド』に収録されている。もう一つのライブ演奏がキャロル・キングとの2010年のライブCD/DVDコンボである『トルバドール・リユニオン』に収録されている。テイラーは2012年1月19日の『コルベア・レポー』に出演し、スティーヴン・コルベアとともに「思い出のキャロライナ」を歌うとともに、ノースカロライナ州シャーロットでの2012年民主党全国大会最終日にこの曲を演奏し、「仲間のター・ヒールズと民主党員」にあいさつした。
2020年のパレード誌とのインタビューで、テイラーは「思い出のキャロライナ」が演奏するのに最もお気に入りの曲であり「聴衆の反応はいいし、それが長く続くので「思い出のキャロライナ」が好きだ。ステージに立つたびにこの曲を演奏するけど、飽きるなんてことはない」と説明している。

## その他のバージョン
「思い出のキャロライナ」のオリジナル版は大衆の注目を集めなかったが、他のアーティストには注目された。ノースカロライナの歌手ジョージ・ハミルトン4世によって1969年にアメリカのカントリーチャートで29位のヒットとなり、カナダでは3位に到達した。エヴァリー・ブラザースもまた1969年にタイトルを "Carolina on My Mind" と変えてシングルとしてこの曲をリリースしたが、チャートインはできず、1994年のボックスセット Heartaches and Harmonies に収められた。イーヴィー・サンズもまた1969年のアルバムAny Way That You Want Me でこの曲を取り上げた。
この曲はメラニーによって、彼女の1970年のアルバムCandles in the Rain に収録されたが、編曲と節回しはテイラーのものとは全く異なり、オールミュージックは「彼女のバージョンはオリジナルとは全く異なる平面に居る」と書いている。この曲はジョン・デンバーによって1970年のアルバム Take Me to Tomorrow で、より普通のフォークロックスタイルでも録音されている。フィラデルフィアを拠点にするポップ・グループ、クリスタル・マンションは1970年10月にこの曲のカバーをリリースし、全米ポップシングルチャートで73位に達した。ドーンは1970年のデビュー・アルバムCandida にこの曲のカバーを収録した。同じころ、グレン・キャンベルは自身のテレビの人気番組The Glen Campbell Goodtime Hour でスピードを速くしたカントリースタイルのカバーをリンダ・ロンシュタットとデュエットし、この模様は後に2007年にリリースされたビデオGood Times Again に収められた。
その後、他のアーティストがレコーディングする頻度が下がったのでこの曲はテイラーの曲として認識されるようになったが、2000年代後半でも60枚ほどのアルバム（コンピレーションでの再収録や、テイラー自身のアルバムも含む）にこの曲が取り上げられている。

## 場所の感覚
「思い出のキャロライナ」は地理的な場所に強く結びついており、ノースカロライナ州の非公式な州歌として何度も言及されている。テイラーは父親がノースカロライナ大学医学校で教えていたチャペルヒルの隣のカーボロで育った。テイラーは「チャペルヒル、山麓、郊外の丘は静かで、田舎風で、美しいが「静か」だ。赤い土、季節、あの場所の香りを思うと、私を大人にした経験は、人々よりも風景や気候だったのかもしれない」と後に振り返っている。より広い意味では、この歌は南部と結びついている。著述家のジェイムズ・L・ピーコックは「南部の場所の感覚」を確立すると言う点では、たとえその動きが投影されたノスタルジアだとしても、スティーブン・フォスターの「ケンタッキーの我が家」や、その他の歌や文学作品と同種のものとみなしている。著述家のケン・エマーソンはまた、テイラーの曲がフォスターの "Sitting By My Own Cabin Door" と、個人的および文脈的な混乱の中で家に憧れると言う意味でに似ていることから、アメリカのソングライターとのつながりも感じてる。州との関係についての認識から、チャペルヒル博物館では2003年にこの地域でテイラーが過ごした年月の記念品とビデオドキュメンタリーを含む継続的な展示「思い出のキャロライナ：ジェームス・テイラー物語」を開催した。
「思い出のキャロライナ」はまた、ノースカロライナ大学チャペルヒル校の非公式の歌となっている。この曲やスポーツイベントや応援集会など演奏されており、すべての大学入学時に卒業生によって歌われている。2019年に学生新聞The Daily Tar Heel はこの曲がどのようにして、キャンパスでの年数を超えて学生の中に残るのかを詳しく書いた記事を掲載した。この曲は、クレフ・ハンガーズをはじめとするUNCキャンパスの人気のあるア・カペラグループによっても頻繁に歌われている。クレフ・ハンガーズの2007年の秋コンサートでの演奏では、将来の『アメリカン・アイドル』第8シーズンで決勝に進出したアヌープ・デサイが曲の最後でリードボーカルを担当した。クレフ・ハンガーズは2009年3月に、ホールデン・ソープ学長と共に殺害された学生会長のエヴァ・カーソンの1年目の慰霊祭で再びこの曲を演奏した。2019年、ある元クレフ・ハンガーズのメンバーは「かなりすぐに……この曲には多くの意味があることに気が付きました。それに毎年の卒業式ではなむけの歌として歌うので、その背後にはさらに意味があります……私たちはプライベートなイベントや卒業式のような状況でも、この曲を私たちの特別なもののように扱っています」と語った。
2006年10月、テイラーは学校からのカロライナ・パフォーミング・アート生涯功労賞を受けるためにキャンパスに戻った。ジェイムズ・メーザー学長はテイラーに「私たちはあなたを愛しています。私たちはあなたがしていること、どのようにしてこの大学を代表しているのかを愛しています」と語った。テイラーは「不思議なことだけど、故郷に帰って歌うのはどこか説得力がある。これは私の個人的な歴史の中で一線を引き、夢の中で行く場所、永遠に私の一部となる風景に再び私を結び付けてくれるのです」と述べた。
「思い出のキャロライナ」はカロライナ・クラウン鼓笛団の団歌でもあり、団ではすべてのパフォーマンスの前にこの歌を歌っている。ノースカロライナのフォートブラッグに駐留するアメリカ陸軍第82空挺師団は第82空挺師団オール＝アメリカン・コーラスとして知られる歌う兵士のグループを後援している。彼らは2009年のアルバム A Soldier's Heart にこの曲のカバーを録音し、この曲は彼らのコンサートレパートリーの一部となっている。
歌詞の一部はCelebrate the States シリーズのノースカロライナ巻と1983年の参考図書America the Quotable でエピグラフとして使われた。ニュース配信社は「思い出のキャロライナ」を州の政治、経済、屋外活動についての記事の主題歌として使っている。この歌の地理的な関連はカーリー・アレクサンダーの2004年の小説 The Eggnog Chronicles やノースカロライナ人のシャーリン・マクラムの2006年の小説St. Dale などでも取り上げられている
。
曲にインスピレーションを与えたのはノースカロライナ州だが、この曲はサウスカロライナ州でも人気があり、サウスカロライナ州情報ハイウェイの州に関するサウンドトラックの構築で1位となった。この曲は毎年サウスカロラナナ州で開かれるテニス大会、ボルボ・カーズ・オープンのテレビ報道のテーマ曲としても使われている。
「思い出のキャロライナ」はカロライナを離れた人々によっても言及されている。受賞歴のあるマサチューセッツ州在住のノースカロライナ人作家ジル・マコークルはこの歌を「場違いな場所にいるカロライナ人が選んだ州の歌」と言っている。キャシー・ライクスのテンペランス・ブレナンシリーズの一作目、『既死感』では主人公が（作者同様に）ノースカロライナ州出身だが、モントリオールで法人類学者として働いており、恐ろしい殺人事件の真っ只中で、カロライナ人の回想の一部としてこの歌を暗示している。カリフォルニア州に移住したある人物は「今でもラジオでこの曲を聞くたびにノスタルジックな気分になる。ノースカロライナで育った人なら誰でもホームシックになる曲だよ。ある意味、州を離れた人たちのための賛歌になっている」と語った。